# 立平良三
立平 良三（たてひら りょうぞう、1932年1月31日-　）は、日本の気象学者。理学博士（京都大学・論文博士・1967年）（学位論文「レーダーによる降雨帯の研究」）。気象庁長官。

## 略歴
福井県勝山市出身。1953年京都大学理学部地球物理学科卒業、気象庁に入る。富士山測候所レーダー係長、予報部予報官、主任予報官、1978年予報課長、1983年福岡管区気象台長、85年海洋気象部長、予報部長、1990年気象庁長官、1992年電気通信大学教授、（財）気象業務支援センター顧問。1967年「レーダーによる降雨帯の研究」で理学博士（京都大学）の学位を取得。専門はレーダー気象学、天気予報技術。

## 著書
- 『新しい天気予報 確率予報とナウキャスト』東京堂出版 気象学のプロムナード 1986
- 『天気情報の見方』岩波新書　1987
- 『気象予報による意思決定 不確実情報の経済価値』東京堂出版 1999
- 『気象レーダーのみかた インターネット天気情報の利用』東京堂出版 2006

## 論文
- <立平良三

## 受賞歴
- 1966年 日本気象学会賞
- 1982年 岡田賞受賞
- 1998年 藤原賞